# Gösta von Troil
Axel Gustaf (Gösta) Samuel von Troil, född 25 september 1837 i Pemar, död 26 mars 1909 i Stockholm, var en finländsk ämbetsman. Han var son till Samuel Werner von Troil och bror till Werner von Troil.
Gösta von Troil var ordförande i direktionen för Finlands Bank (1875–1883), guvernör i S:t Michels, senare i Åbo och Björneborgs län (1884–1891) samt senator i senatens ekonomiedepartement 1891–1900 (först chef för civil-, sedan för jordbruksexpeditionen).